# Нотогомфодон
Нотогомфодон (лат. Nothogomphodon) — род тероцефалов. Он входит в собственное подсемейство Nothogomphodontinae семейства Бауриид.

## Описание
Нотогомфодон отличался от других тероцефалов своим секторным зубным рядом, чертой, которую он разделял с цинодонтами и которая позволяла ему более эффективно разделывать мясо.

## Таксономия
Описано два вида нотогомфодона: Типовой вид N. danilovi и N. sanjiaoensis. Типовой вид N. danilovi был найден в России, а N. sanjiaoensis в Китае. N. sanjiaoensis можно отличить от N. danilovi по овальному основанию клыка и отчетливой диастемой между клыком и первым заклыковым зубом.